# Cybaeolus pusillus
Espèce
Synonymes
- Dictyna fuegiana Simon, 1895
- Clitistes velutinus Simon, 1902
- Mevianes wilsoni Simon, 1904

Cybaeolus pusillus est une espèce d'araignées aranéomorphes de la famille des Hahniidae.

## Distribution
Cette espèce se rencontre au Chili dans les régions de Magallanes, d'Aysén, des Lacs, de Fleuves, d'Araucanie, de Ñuble et du Maule et en Argentine dans l'Ouest des provinces de Terre de Feu, de Chubut, de Río Negro et de Neuquén,.

## Description
La femelle holotype mesure 2,5 mm.
Le mâle décrit par Burgo, Catley, Grismado, Dupérré, Benjamin, Hormiga, Griswold, Martínez et Ramírez en 2025 mesure 2,36 mm et la femelle 2,38 mm.

## Systématique et taxinomie
Cette espèce a été décrite par Simon en 1884.
Dictyna fuegiana et Mevianes wilsoni ont été placées en synonymie par Lehtinen en 1967.
Clitistes velutinus a été placée en synonymie par Burgo, Catley, Grismado, Dupérré, Benjamin, Hormiga, Griswold, Martínez et Ramírez en 2025.

## Publication originale
- Simon, 1884 : « Arachnides recueillis par la Mission du Cap Horn en 1882-1883. » Bulletin de la Société zoologique de France, vol. 9, p. 117-144 (texte intégral).